# Frassinelli
Frassinelli è una casa editrice italiana fondata nel 1931 a Torino da Carlo Frassinelli.
La casa editrice diffonde opere di autori sia italiani che stranieri e propone novità di narrativa italiana e internazionale.

## Storia
Frassinelli viene fondata nel 1931 dal tipografo Carlo Frassinelli.
Dopo aver aperto la sua tipografia nel 1924, incontra il letterato Franco Antonicelli, che diventa suo consulente editoriale e direttore della prima collana. Quest'ultimo gli presenta Leone Ginzburg e Cesare Pavese, che diventano i suoi più stretti collaboratori nella nuova impresa editoriale.
Infatti, da quell'incontro nasce nel 1931 la sua attività di editore con il progetto Biblioteca Europea, con l'intenzione di portare un rinnovamento nel contesto editoriale italiano di quegli anni.
Così la prima collana Biblioteca Europea si apre al panorama della letteratura internazionale con L'armata a cavallo di Babel', al quale seguono le traduzioni pavesiane del Moby Dick di Melville e di Riso nero di Anderson, La luna dei Caraibi e altri drammi marini di Eugene O'Neill (tradotto da Ada Gobetti), Dedalus di Joyce (anche tradotto da Pavese), Il processo di Kafka, Le avventure di Huck Finn di Mark Twain, Il messaggio dell'imperatore e altri racconti ancora di Kafka, Il principe Otto di Stevenson e tre traduzioni di Massimo Mila (Ognuno di Ernst Wiechert, Il seme sulla speranza di Paul Ernst e Siddharta di Hesse). Questi libri rappresentano avvenimenti culturali e nello stesso tempo oggetti d'arte, rilegati a mano in custodie colorate.
Tra il 1936 e il 1937, nonostante la rottura con Antonicelli, l'attività di Frassinelli continua intensamente ampliando e diversificando il catalogo: nel 1933 pubblica due volumetti delle Avventure di Topolino, nati dalla collaborazione tra Pavese e Antonicelli, nel 1937 le Leggende e nel 1939 un volume di poesie.
Nel 1942 e nel 1946 nascono altre due collane ugualmente fortunate: Libri Divertenti e Opere Brevi.
Nel frattempo, durante il periodo di guerra, Frassinelli rimane solo perché i suoi più stretti collaboratori vengono mandati al confino, in guerra o sono andati a lavorare dai grandi editori e le difficoltà economiche fanno avanzare a fatica la casa editrice. Così,nel 1965 chiude l'impresa editoriale e il 23 dicembre decide di cedere l'intero catalogo (un centinaio di titoli) all'Adelphi Edizioni di Milano.
Nel 1968 il catalogo Adelphi ospita tutte le opere giacenti delle tre maggiori collane Frassinelli e in più tre opere che completano la collana Romanzi: Le catacombe di William Demby, Giorno di sacrificio di F.M Esfandiary e A proposito di una donna di Stephen Wendt. Nel 1972 viene aggiunta, interrompendone la collana, l'opera Il cavallo nero di Letizia Fortini. Inoltre, cinque dei maggiori successi della collana Romanzi vengono ripubblicati in una nuova collana Numeri Rossi, che comprende altri titoli dell'editore Adelphi.
Il 22 settembre del 1982 il marchio viene acquistato dalla Sperling & Kupfer Editori di Tiziano Barbieri Torriani, con la presidenza di Donatella Barbieri Torriani e la direzione di Vittorio Di Giuro. Nel 1989 Tiziano Barbieri Torriani subentra alla sorella, affidando la direzione editoriale a Mariagiulia Castagnone.
Dopo la morte di Tiziano Barbieri Torriani, nel 1995 la Sperling & Kupfer, che detiene il marchio Frassinelli, viene completamente acquisita dal Gruppo Mondadori.
Dal 1984 gode di particolare attenzione (e per qualche titolo di successo) la collana Narrativa, nella quale fanno parte opere internazionali come Il colore viola di Alice Walker, L’albergo bianco di D. M. Thomas, La stoffa giusta di Tom Wolfe, La lista di Schindler di Thomas Keneally, Amatissima di Toni Morrison, L’ultima tentazione di Nikos Kazantzakis, Un'arida stagione bianca di André Brink. Manuel Vázquez Montalbán, Orhan Pamuk, Boris Akunin, Alda Merini, Nicholas Sparks (con il suo Le pagine della nostra vita, 1996, debutta nel genere rosa), Aldo Busi, Sergio Grea e scrittori nuovi di aree emergenti come Nuruddin Farah, Wole Soyinka, Ljudmila Evgen'evna Ulickaja o Meir Shalev.
Il 1999 è un anno fruttuoso per Frassinelli, la quale, cercando un rapporto più stretto fra narrativa e mercato, ha autori come Delern, Sparks, il Montalban saggista di O Cesare O Nulla (23 000 copie vendute), Fois (venduto all'estero) e tanti autori stranieri come Melissa Bank. Frassinelli conclude il 1999 a 11 miliardi, con un incremento stimato tra il 15% e il 20%.
Gli anni Novanta portano il Nobel a Morrison (1993) e la pubblicazione tra gli altri di Elfriede Jelinek (poi Nobel nel 2004), Maya Angelou, David Malouf, Orhan Pamuk (Nobel 2006), Patrick Modiano (Nobel 2014) e David Mitchell e Valerio Varesi.
Il romanzo Storia di una ladra di libri di Markus Zusak, pubblicato dalla casa editrice, risulta il libro più venduto in Italia nel 2014, mentre nel 2015 Frassinelli pubblica il vincitore del "Man Booker Prize" 2015, lo statunitense di origini giamaicane Marlon James. Negli ultimi anni il catalogo della casa editrice ha continuato ad arricchirsi di importanti autori, tra cui il cantautore Massimo Bubola e il torinese Giorgio De Maria, riscoperto dopo quarant'anni.

## Collane
- Gli Alari (1984-1984): diretta da Mario Monti e interrotta al primo titolo, che passa nel 1985 nella collana Libri Illustrati.
- Le avventure di topolino (Mickey Mouse) (1933-1933): comprende due volumetti tradotti da Pavese.
- Biblioteca Europea (1931-1936): diretta da Franco Antonicelli, rappresenta la prima collana dell'attività editoriale di Carlo Frassinelli. Comprende nove titoli che poi sono diventati i primi della nuova collana Romanzi.
- Leggende (1937-1937): nata con l'idea di una collana di testi esotici e leggendari, si esaurisce in un solo titolo.
- Letteraria (1983-1986): nata sotto la presidenza di Donatella Barbieri Torriani, è la collana più importante e prestigiosa. Comprende ventisette titoli, che nel 1987 vengono inseriti nella collana Narrativa, creata contemporaneamente.
- Libri Divertenti (1946-1947): comprende nove testi rilegati in brossura che trattano temi divertenti in modo ironico.
- Libri Illustrati (1984-continua): comprende diciassette opere compresa quella passata nel 1985 dalla collana Alari.
- Narrativa (1985-continua): comprende 64 titoli, di cui i ventisette della più antica collana Letteraria inseriti nel 1987.
- Numeri Rossi (Edizioni Adelphi-Frassinelli) (1968-1973): comprende cinque dei maggiori successi della collana Romanzi e altri titoli dell'editore Adelphi.
- Opere Brevi (1942-1946): nata come derivazione della collana Romanzi, comprende ventidue testi rilegati.
- Poesie (1939-1941): comprende due soli volumi di autrici italiane.
- Romanzi (1936-1972): nata come diretta continuazione della collana Biblioteca Europea, è la collana più prestigiosa sia come qualità che quantità di testi e autori pubblicati. Comprende un totale di settantasette titoli .
- Saggistica (1983-continua): collana che comprende opere a carattere non narrativo, di argomento vario e biografico.